# 古氏蛸科
古氏蛸科（學名：Grimpoteuthidae）為棲息於遠洋帶底層的章魚，其觸腕之間具有薄膜，且具有巨大、可用於游泳的鰭。目前已知包含有三屬，分別為隱槍魷屬、菸灰蛸屬及盧氏蛸屬。

## 描述
古氏蛸科的物種具有明顯的U型、V型或W型的小殼提供給運動用的鰭附著肌肉。相較於面蛸科的物種，牠們普遍具有更大的鰭，並主要透過擺動鰭來游泳。相比之下，面蛸科則更仰賴觸腕之間的薄膜來游泳。和面蛸科與鬚面蛸科一樣，古氏蛸科的物種的觸腕之間也具有薄膜。但和牠們不同的是，古氏蛸科物種僅由單束視神經與眼睛連結，而其他兩科的物種則同時具有多束視神經與眼睛連結。

## 分類學
目前已知古氏蛸科包含3屬19種，分子生物學的分析上顯示牠們與面蛸科與鬚面蛸科之間存在差異。由於隸屬於本科的許多物種僅依靠極少數（或單一）的樣本命名，菸灰蛸屬下的許多物種很有可能其實屬於隱槍魷屬或甚至是獨立出一個全新的屬。
- 隱槍魷屬 Cryptoteuthis
  - 隱槍魷 Cryptoteuthis brevibracchiata
- 菸灰蛸屬 Grimpoteuthis
  - 深海菸灰蛸（英语：Grimpoteuthis abyssicola） Grimpoteuthis abyssicola
  - 角突菸灰蛸（英语：Grimpoteuthis angularis） Grimpoteuthis angularis
  - 半深海菸灰蛸（英语：Grimpoteuthis bathynectes） Grimpoteuthis bathynectes
  - 查氏菸灰蛸（英语：Grimpoteuthis challengeri） Grimpoteuthis challengeri
  - 迪氏菸灰蛸（英语：Grimpoteuthis discoveryi） Grimpoteuthis discoveryi
  - 格林氏菸灰蛸（英语：Grimpoteuthis greeni） Grimpoteuthis greeni
  - 馬蹄菸灰蛸（英语：Grimpoteuthis hippocrepium） Grimpoteuthis hippocrepium
  - 帝王菸灰蛸（英语：Grimpoteuthis imperator） Grimpoteuthis imperator
  - 無名菸灰蛸（英语：Grimpoteuthis innominata） Grimpoteuthis innominata
  - 名格斯菸灰蛸（英语：Grimpoteuthis meangensis） Grimpoteuthis meangensis
  - 巨翼菸灰蛸（英语：Grimpoteuthis megaptera） Grimpoteuthis megaptera
  - 太平洋菸灰蛸（英语：Grimpoteuthis pacifica） Grimpoteuthis pacifica
  - 胖菸灰蛸（英语：Grimpoteuthis plena） Grimpoteuthis plena
  - 塔氏菸灰蛸（英语：Grimpoteuthis tuftsi） Grimpoteuthis tuftsi
  - 菸灰蛸 Grimpoteuthis umbellata
  - 维氏菸灰蛸（英语：Grimpoteuthis wuelkeri） Grimpoteuthis wuelkeri：可能為G. umbellata或G. plena的異名
- 盧氏蛸屬 Luteuthis
  - 盧氏蛸（英语：Luteuthis dentatus） Luteuthis dentatus
  - 水試盧氏蛸 Luteuthis shuishi